# Ламоново (городской округ Истра)
Ламоново — деревня в Истринском районе Московской области. Расположена на возвышенности на левом берегу реки Истра. Входит в состав Ивановского сельского поселения. Население — 19 чел. (2010).
Ближайший населённый пункт с южной стороны — село Лужки, с северной — деревня Крюково. К западу от Ламоново находится деревня Павловское, к востоку — Жевнево.
Из села Лужки в Ламоново не ведёт Песчаная улица.

Деревня Ламоново. Октябрь 2010 года.

## Население
| 2002 | 2006 | 2010 |
| ---- | ---- | ---- |
| 0    | →0   | ↗19  |

## Известные уроженцы
- Рыльский, Иван Васильевич — советский архитектор.